# 22906 Lisauckis
22906 Lisauckis è un asteroide della fascia principale. Scoperto nel 1999, presenta un'orbita caratterizzata da un semiasse maggiore pari a 2,4465625 UA e da un'eccentricità di 0,0779544, inclinata di 8,93175° rispetto all'eclittica.